# خليج سانت جورج

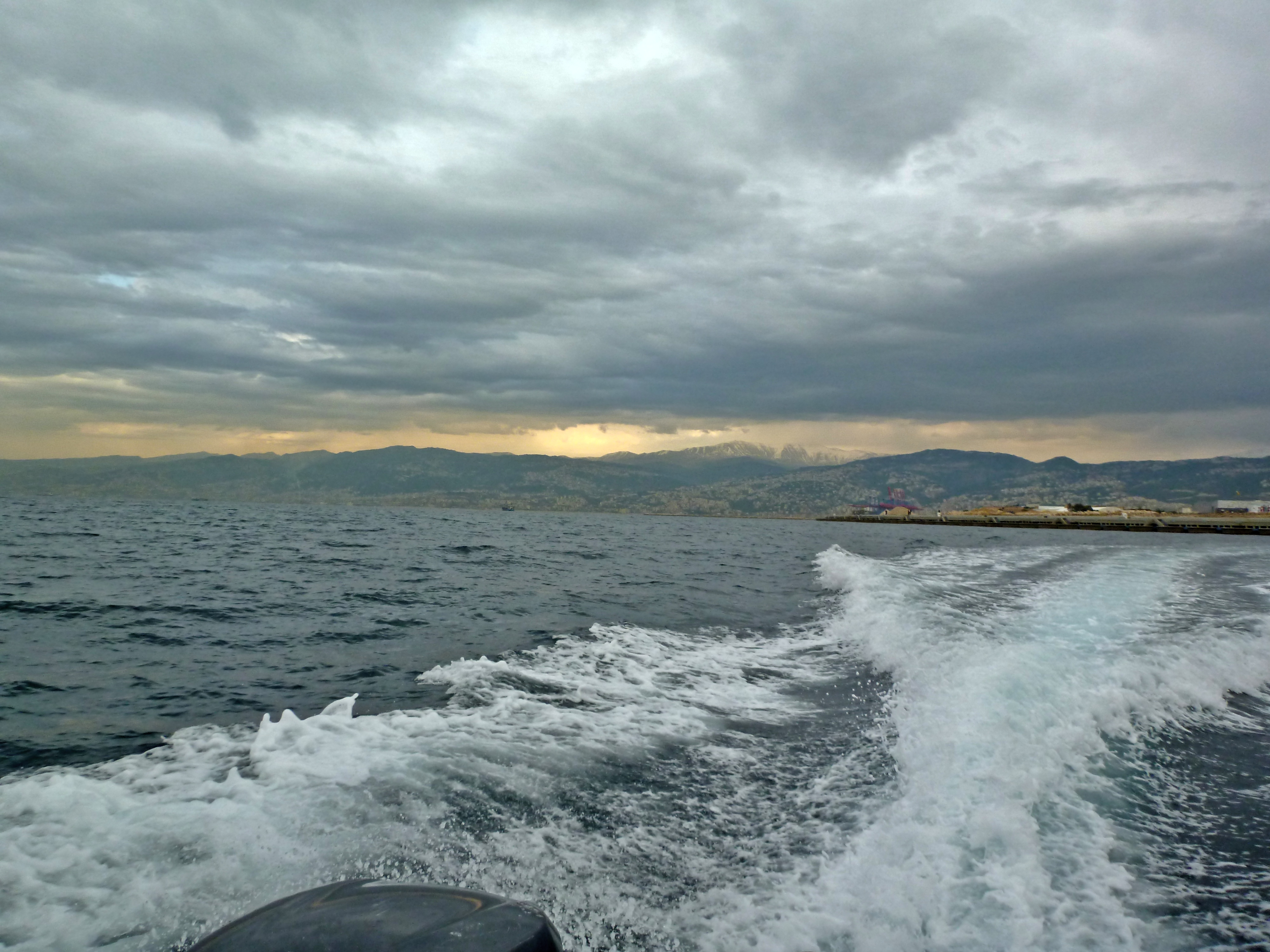
خليج سانت جورج في بيروت

خليج (سانت جورج) أو السان جورج يقع على الساحل الشمالي لمدينة بيروت في لبنان. ويصب فيه نهر بيروت. ووفقا للأسطورة، فإن هذا الخليج هو المكان الذي قُتل فيه القديس سان جورج شفيع المسيحيين في بيروت.
يمتد الخليج من رأس بيروت، ويضم مرسى قوارب الصيد، كما يضم فندق السان جورج الذي أخذ إسمه من المكان، ويصل شمالا حتى المارينا في ضبية، ويحتل مرفأ بيروت الدولي الجزء الشرقي للخليج، ويطل عليه الكثير من المباني الفاخرة والفنادق، والمنتزهات بالإضافة إلى الكورنيش البحري الممتد من المنارة وحتى الروشة.
وقد أقيمت في الخليج بطولة الإبحار العالمية وذلك في العام 1971، قبل الحرب الأهلية في لبنان.
مؤخرا، قامت شركة سوليدير بتغيير اسم الخليج واستبدلته باسم (الزيتونة باي).

## احتجاجات
في 12 سبتمبر (أيلول) 2015، قامت مجموعة من المجتمع المدني بالدعوة إلى التلاقي في منطقة الزيتونة وسط خليج سان جورج، مطالبين بجعل المكان منتزها عاما مفتوحا للجميع.